# Jorge Querobosco
Jorge Querobosco (em grego: Γεώργιος Χοιροβοσκός; romaniz.: Geórgios Choiroboskós; em latim: Georgius Choeroboscus) foi um gramático e sacerdote bizantino do século IX.

## Vida
Pouco se sabe sobre sua vida. Ele manteve as posições de diácono e cartofílax (protetor dos arquivos) no Patriarcado de Constantinopla, e é também referido em algumas de suas obras como didáscalo ecumênico (οἰκουμενικὸς διδάσκαλος), ou seja, um dos três professores da Escola Patriarcal de Santa Sofia. Estudiosos mais antigos costumaram datá-lo no século VI, mas ele é agora situado no começo do século IX, durante o segundo período da Iconoclastia (ca.  815–843) ou logo depois.
Isso também explicaria seu apelido pejorativo (Querobosco, ou seja, "guardador de porcos"), bem como o único fragmento sobrevivente de suas obras, como ele tendo sido um aderente da iconoclastia. Sua reputação foi certamente obscurecida, de modo que o bispo e estudioso do século XII Eustácio de Salonica, que cita-o frequentemente em suas obras, fulmina contra aqueles que deram ao "professor sábio" esse apelido por inveja, e portanto condenou-o ao esquecimento. De fato, muitas de suas obras foram mais tarde atribuídas aos autores iconófilos.

## Obras
Jorge Querobosco escreveu algumas obras sobre gramática, que frequentemente sobreviveram em fragmentos, bem como em notas de seus pupilos. Escreveu um comentário sobre os cânones de Teodósio de Alexandria sobre declinação e conjugação, que sobrevivem completos; comentários sobre as obras de Apolônio Díscolo, Élio Herodiano, Heféstio de Alexandria e Dionísio, o Trácio, que sobreviveram em fragmentos; um tratado sobre ortografia, também fragmentado; um conjunto de epimerismos, análise gramatical do Livro dos Salmos, que foram utilizados nas escolas bizantinas; e um tratado sobre poesia, mais tarde traduzido em eslavônico antigo e incluso no Izbornique de Esvetoslau II.
Segundo Robert Browning no Dicionário da Oxford de Bizâncio, "os tratados secos e detalhados de Querobosco desempenham um grande papel na transmissão da doutrina gramatical antiga para o mundo bizantino", e foram mais tarde minados pelos estudiosos do Renascimento como Constantino Láscaris e Urbano de Belluno para informação da literatura grega.